# Sistemas sensoriales de los peces
La mayoría de los peces poseen órganos sensoriales muy desarrollados. Casi todos los peces a la luz del día tienen una visión del color que es al menos tan buena como la de un humano. Muchos peces también tienen quimiorreceptores que son responsables de los extraordinarios sentidos del gusto y el olfato. Aunque tienen oídos, es posible que muchos peces no escuchen muy bien. La mayoría de los peces tienen receptores sensibles que forman el sistema de línea lateral, que detecta corrientes y vibraciones suaves, y detecta el movimiento de los peces y presas cercanas. Los tiburones pueden detectar frecuencias en el rango de 25 a 50 Hz a través de su línea lateral.
Los peces se orientan usando puntos de referencia y pueden usar mapas mentales basados en múltiples puntos de referencia o símbolos. El comportamiento de los peces en laberintos revela que poseen memoria espacial y discriminación visual.

## Visión

Sección vertical esquemática a través del ojo de pez teleósteos. Los peces tienen un gradiente de índice de refracción dentro de la lente que compensa la aberración esférica. A diferencia de los humanos, la mayoría de los peces enfocan la visión acercando o alejando el cristalino de la retina. Los teleósteos lo hacen contrayendo el músculo retractor del cristalino.

La visión es un sistema sensorial importante para la mayoría de las especies de peces. Los ojos de los peces son similares a los de los vertebrados terrestres tales como aves y mamíferos, pero tienen un cristalino más esférico. Sus retinas generalmente tienen bastoncillos y conos (para visión escotópica y fotópica), y la mayoría de las especies tienen visión del color. Algunos peces pueden ver ultravioleta y algunos pueden ver luz polarizada. Entre los peces sin mandíbula, la lamprea tiene ojos bien desarrollados, mientras que el pez bruja solo tiene manchas oculares primitivas. La visión de los peces presenta una adaptación a su medio visual, por ejemplo los peces de aguas profundas tienen ojos adaptados a un ambiente oscuro.
Los peces y otros animales acuáticos viven en un entorno de luz diferente al de las especies terrestres. El agua absorbe luz de modo que al aumentar la profundidad, la cantidad de luz disponible disminuye rápidamente. Las propiedades ópticas del agua también conducen a que diferentes longitudes de onda de luz se absorban en diferentes grados, por ejemplo, la luz de longitudes de onda largas (rojo, naranja) se absorbe con bastante rapidez en comparación con la luz de longitudes de onda cortas (azul, violeta) , aunque la luz ultravioleta (incluso una longitud de onda más corta que la azul) también se absorbe con bastante rapidez. Además de estas cualidades universales del agua, diferentes cuerpos de agua pueden absorber luz de diferentes longitudes de onda debido a las sales y otros químicos disueltos en el agua.

## Oído
El sentido del oído es un sistema sensorial importante para la mayoría de las especies de peces. El umbral de audición y la capacidad de localizar fuentes de sonido se reducen bajo el agua, donde la velocidad del sonido es más rápida que en el aire. La audición subacuática se realiza por conducción ósea, y la localización del sonido parece depender de las diferencias de amplitud detectadas por la conducción ósea. Por ello, los animales acuáticos como los peces tienen un aparato auditivo más especializado que es efectivo bajo el agua.
Los peces pueden sentir el sonido a través de sus líneas laterales y sus otolitos. Algunos peces, como por ejemplo algunas especies de carpa y arenque, escuchan a través de sus vejigas natatorias, que funcionan como audífonos.
La audición está bien desarrollada en la carpa, que tiene el aparato weberiano, tres procesos vertebrales especializados que transfieren las vibraciones de la vejiga natatoria al oído interno.
Aunque es difícil evaluar la audición de los tiburones, es posible que tengan un sentido del oído agudo y posiblemente puedan oír a sus presas a muchos kilómetros de distancia. Una pequeña abertura a cada lado de la cabeza (no el espiráculo) conduce directamente al oído interno a través de un canal delgado. La línea lateral muestra una disposición similar, y está abierta al medio ambiente a través de una serie de aberturas llamados poros de la línea lateral. Este es un recordatorio del origen común de estos dos órganos de detección de vibraciones y sonidos que se agrupan como el sistema acústico-lateralis. En los peces óseos y los tetrápodos, se ha perdido la abertura externa hacia el oído interno.

## Detección de corriente de agua

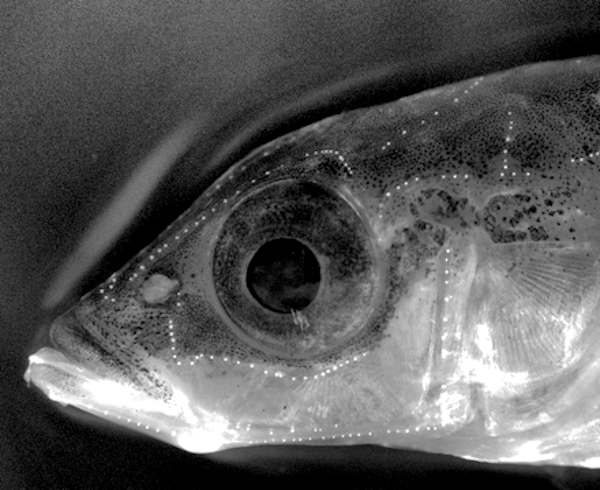
Un espinoso con neuromastos coloreados.

La línea lateral en peces y formas acuáticas de anfibios es un sistema de detección de corrientes de agua, que consiste principalmente en vórtices. La línea lateral también es sensible a las vibraciones de baja frecuencia. Se utiliza principalmente para la navegación, la caza y la escolarización. Los mecanorreceptores son células ciliadas, son los mismos mecanorreceptores del sentido y el oído vestibular. Las células ciliadas en los peces se utilizan para detectar los movimientos del agua alrededor de sus cuerpos. Estas células ciliadas están incrustadas en una protuberancia gelatinosa llamada cúpula. Por tanto, las células ciliadas no se pueden ver y no aparecen en la superficie de la piel. Los receptores del sentido eléctrico son células ciliadas modificadas del sistema de línea lateral.
Los peces y algunos anfibios acuáticos detectan estímulos hidrodinámicos a través de la línea lateral. Este sistema consta de una serie de sensores llamados neuromastos a lo largo del cuerpo del pez. Los neuromastos pueden ser independientes (neuromastos superficiales) o estar dentro de canales llenos de líquido (neuromastos de canal). Las células sensoriales dentro de los neuromastos son células ciliadas polarizadas contenidas dentro de una cúpula gelatinosa. La cúpula y los estereocilios, que son los "pelos" de las células ciliadas, se mueven una cierta cantidad dependiendo del movimiento del agua circundante. Las fibras nerviosas aferentes se excitan o inhiben dependiendo de si las células ciliadas de las que surgen se desvían en la dirección preferida u opuesta. Las neuronas de la línea lateral forman mapas somatotópicos dentro del cerebro que informan al pez de la amplitud y dirección del flujo en diferentes puntos a lo largo del cuerpo. Estos mapas están ubicados en el núcleo octavolateral medial (NOM) de la médula y en áreas más altas como el torus semicircularis.

## Detección de la presión
Para la deteccion de presión los peces utilizan el órgano de Weber, un sistema que consta de tres apéndices de vértebras que transfieren cambios de presión mediante la vejiga natatoria al oído medio. Se puede utilizar para regular ] responden a zonas con baja presión, pero carecen de vejiga natatoria.

## Quimiorrecepción (olfato)

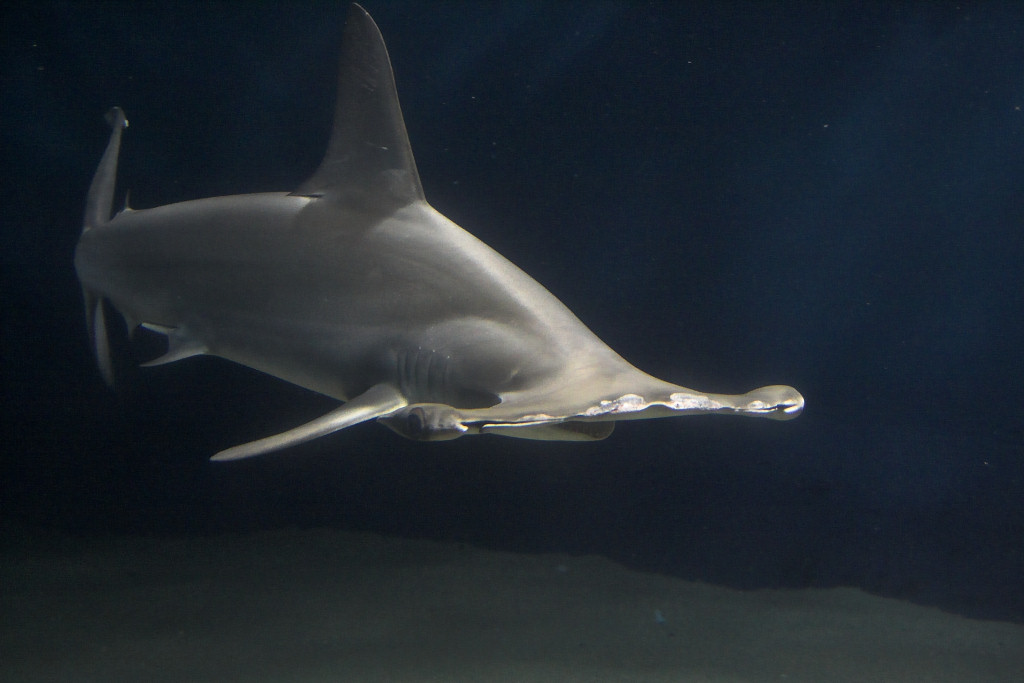
La forma de la cabeza del tiburón martillo puede mejorar el olfato al espaciar más las fosas nasales.

El equivalente acuático a oler en el aire es saborear en el agua. Muchos bagres más grandes tienen quimiorreceptores en todo el cuerpo, lo que significa que "saborean" todo lo que tocan y "huelen" cualquier sustancia química en el agua. "En el bagre, el gusto juega un papel primordial en la orientación y ubicación de los alimentos".
El salmón tiene un fuerte sentido del olfato. Las especulaciones sobre si los olores proporcionan señales de búsqueda se remontan al siglo XIX. En 1951, Hasler planteó la hipótesis de que, una vez en las proximidades del estuario o de la entrada de su río natal, el salmón puede utilizar señales químicas que puede oler, y que son exclusivas de su río natal, como mecanismo para localizar la entrada del río. En 1978, Hasler y sus alumnos demostraron de forma convincente que la forma en que los salmones localizan sus ríos de origen con tanta precisión se debe, efectivamente, a que pueden reconocer su olor característico. Además, demostraron que el olor de su río queda impreso en los salmones cuando se transforman en esguines, justo antes de emigrar al mar. Los salmones que regresan a casa también pueden reconocer los olores característicos de los arroyos tributarios a medida que suben por el río principal. También pueden ser sensibles a las feromonas características que desprenden los juveniles de sus congéneres. Hay pruebas de que pueden "discriminar entre dos poblaciones de su propia especie".
Los tiburones tienen un agudo sentido del olfato, situado en el corto conducto (que no está fusionado, a diferencia de los peces óseos) entre las aberturas nasales anterior y posterior, y algunas especies son capaces de detectar hasta una parte por millón de sangre en el agua de mar. Los tiburones tienen la capacidad de determinar la dirección de un determinado olor basándose en el tiempo de detección del olor en cada fosa nasal. Este método es similar al que utilizan los mamíferos para determinar la dirección del sonido. Se sienten más atraídos por las sustancias químicas que se encuentran en los intestinos de muchas especies, por lo que a menudo permanecen cerca de los desagües o en ellos. Algunas especies, como los tiburones nodriza, tienen barbos externos que aumentan en gran medida su capacidad para percibir a sus presas.
Los genes MHC son un grupo de genes presentes en muchos animales e importantes para el sistema inmunitario; en general, las crías de padres con genes MHC diferentes tienen un sistema inmunitario más fuerte. Los peces son capaces de oler algún aspecto de los genes MHC de las posibles parejas sexuales y prefieren a las parejas con genes MHC diferentes a los suyos.

## Electrorrecepción y magnetorrecepción

Receptores de campos electromagnéticos (ampollas de Lorenzini) y canales de detección de movimiento en la cabeza de un tiburón

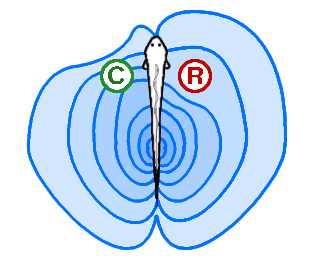
Electrolocalización activa. Los objetos conductores concentran el campo y los objetos resistivos lo difunden.

La electrorrecepción, o electrocepción, es la capacidad de detectar o corrientes o campos eléctricos. Algunos peces, como los siluros y los tiburones, tienen órganos que detectan potenciales eléctricos débiles del orden de los milivoltios. Otros peces, como los Gymnotiformes, peces eléctricos sudamericanos, pueden producir débiles corrientes eléctricas que utilizan para la navegación y la comunicación social. En los tiburones, las ampollas de Lorenzini son órganos electrorreceptores. Se cuentan por cientos o miles. Los tiburones utilizan las ampollas de Lorenzini para detectar los campos electromagnéticos que producen todos los seres vivos. Esto ayuda a los tiburones (sobre todo al tiburón martillo) a encontrar sus presas. El tiburón tiene la mayor sensibilidad eléctrica de todos los animales. Los tiburones encuentran sus presas escondidas en la arena detectando los campos eléctricos que producen. Las corrientes oceánicas que se mueven en el campo magnético terrestre también generan campos eléctricos que los tiburones pueden utilizar para orientarse y, posiblemente, para navegar.
El siluro eléctrico utiliza la detección de proximidad del campo eléctrico para navegar por aguas fangosas. Estos peces utilizan los cambios espectrales y la modulación de la amplitud para determinar factores como la forma, el tamaño, la distancia, la velocidad y la conductividad. La capacidad de los peces eléctricos para comunicarse e identificar el sexo, la edad y la jerarquía dentro de la especie también es posible gracias a los campos eléctricos. Se pueden encontrar gradientes de EF tan bajos como 5nV/cm en algunos peces de agua salada débilmente eléctricos.
El pez espátula (Polyodon spathula) caza el plancton utilizando miles de diminutos electrorreceptores pasivos situados en su extenso hocico, o rostrum. El pez espátula es capaz de detectar campos eléctricos que oscilan entre 0.5 y 20 Hz, y los grandes grupos de plancton generan este tipo de señales.
Los peces eléctricos utilizan un sistema sensorial activo para sondear el entorno y crear imágenes electrodinámicas activas.
En 1973, se demostró que el salmón del Atlántico tiene respuestas cardíacas condicionadas a campos eléctricos con intensidades similares a las que se encuentran en los océanos. "Esta sensibilidad podría permitir a un pez migratorio alinearse río arriba o río abajo en una corriente oceánica en ausencia de referencias fijas".
La magnetocepción, o magnetorrecepción, es la capacidad de detectar la dirección a la que uno se dirige basándose en el campo magnético de la Tierra. En 1988, los investigadores descubrieron que el hierro, en forma de magnetita de dominio único, reside en los cráneos de los salmones rojos. Las cantidades presentes son suficientes para la magnetocepción.

## Navegación de los peces
El salmón migra regularmente miles de kilómetros hacia y desde sus zonas de reproducción.
Los salmones pasan sus primeros años de vida en los ríos y luego nadan hacia el mar, donde viven su vida adulta y adquieren la mayor parte de su masa corporal. Después de varios años vagando por enormes distancias en el océano, donde maduran, la mayoría de los salmones supervivientes regresan a los mismos ríos natales para desovar. Suelen regresar con una precisión asombrosa al río donde nacieron: la mayoría de ellos remonta los ríos hasta llegar al mismo lugar de desove que fue su lugar de nacimiento original.
Hay varias teorías sobre cómo ocurre esto. Una de ellas es que hay señales geomagnéticas y químicas que los salmones utilizan para guiarse hacia su lugar de nacimiento. Se cree que, cuando están en el océano, utilizan la magnetocepción relacionada con el campo magnético de la Tierra para orientarse en el océano y localizar la posición general de su río natal, y una vez cerca del río, que utilizan su sentido del olfato para localizar la entrada del río e incluso su lugar de desove natal.

## Dolor

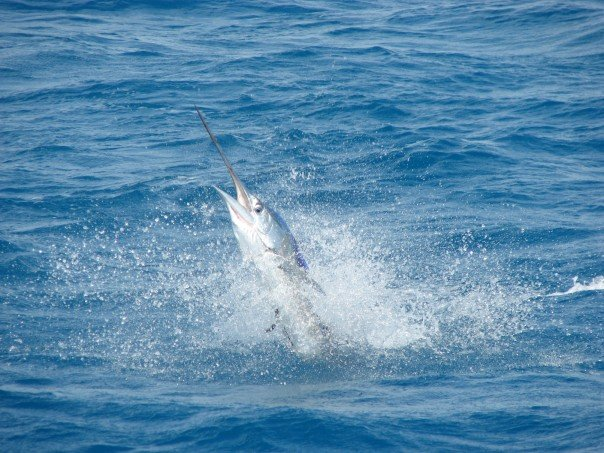
Pez vela enganchado

Los experimentos realizados por William Tavolga demuestran que los peces tienen respuestas de dolor y miedo. Por ejemplo, en los experimentos de Tavolga, los peces sapo gruñían cuando recibían una descarga eléctrica y, con el tiempo, llegaron a gruñir ante la mera visión de un electrodo.
En 2003, científicos escoceses de la Universidad de Edimburgo y el Instituto Roslin llegaron a la conclusión de que las truchas arco iris muestran comportamientos que suelen asociarse al dolor en otros animales. El veneno de abeja y el ácido acético inyectados en los labios hicieron que los peces balancearan sus cuerpos y frotaran sus labios por los lados y el suelo de sus tanques, lo que los investigadores concluyeron que eran intentos de aliviar el dolor, similar a lo que harían los mamíferos. Las neuronas se dispararon en un patrón que se asemeja a los patrones neuronales humanos.
El profesor James D. Rose, de la Universidad de Wyoming, afirmó que el estudio era defectuoso, ya que no aportaba pruebas de que los peces poseyeran "conciencia, en particular un tipo de conciencia que fuera significativamente como la nuestra". Rose sostiene que, dado que los cerebros de los peces son tan diferentes de los humanos, es probable que los peces no sean conscientes del modo en que lo son los seres humanos, por lo que las reacciones similares a las humanas al dolor tienen otras causas. Rose había publicado un estudio un año antes en el que sostenía que los peces no pueden sentir dolor porque sus cerebros carecen de neocórtex. Sin embargo, la conductista de animales Temple Grandin sostiene que los peces podrían seguir teniendo conciencia sin un neocórtex porque "diferentes especies pueden utilizar diferentes estructuras y sistemas cerebrales para manejar las mismas funciones".
Los defensores del bienestar animal expresan su preocupación por el posible sufrimiento de los peces causado por la pesca con caña. Algunos países, como Alemania, han prohibido determinados tipos de pesca, y la RSPCA británica persigue ahora a los individuos que son crueles con los peces.